# River Flows in You
River Flows in You (Un fiume scorre in te in italiano) è una composizione per pianoforte solista composta dal pianista e compositore sudcoreano Yiruma e incisa nel suo secondo disco del 2001 First Love, insieme ad altre famose melodie come Kiss the Rain e Maybe.
Nel brano, di musica contemporanea, sono presenti molti elementi riconducibili anche alle sonorità pop e New Age.
Il tema principale si ripete e nel ritornello viene sviluppato con molti abbellimenti musicali come in altri brani dello stesso autore, quali Maybe. Pur basandosi su un giro di accordi molto usato, è un brano molto espressivo.